# Le Commencement et la Fin
Le Commencement et la Fin est une nouvelle d'Irène Némirovsky (1903-1942) parue  en décembre 1935 dans l'hebdomadaire Gringoire et rééditée en avril 2004, six mois avant la publication-événement de son roman inachevé Suite française.

## Argument et résumé
« Le Commencement et la fin » paraît dans le journal politique et littéraire de droite Gringoire au moment où Marianne, plutôt orienté à gauche, achève de publier en feuilleton le roman de Némirovsky intitulé Jézabel : la nouvelle offre une variation d'une vingtaine de pages sur le même thème du procès criminel en cour d'assises.
La scène est en province. Le procureur Desprez — auquel la romancière prête ironiquement les traits de son ancien éditeur Bernard Grasset — reçoit d'abord la visite suppliante de Mme Barret, mère du jeune homme qui doit être jugé le lendemain pour le meurtre de sa femme. Vient ensuite son médecin, le Dr Jeanniot, qui lui annonce que la tumeur dont il a cru être opéré est en fait un cancer incurable : il lui reste peut-être deux ans à vivre. Après avoir fait un retour sur lui-même et un bilan de sa vie, le procureur se rend au tribunal où, loin d'incliner à l'indulgence, il réclame pour l'accusé le châtiment suprême.
« La vie est une cour d'assises où chacun joue sa peau », concluent à propos de ce texte O. Philipponnat et Patrick Lienhardt, biographes d'Irène Némirovsky.

## Éditions françaises
- Gringoire, 20 décembre 1935.
- Destinées, recueil de nouvelles paru en avril 2004 aux éditions Sables  (ISBN 2-907530-46-1).
- Œuvres complètes, vol. II, LGF, coll. « La Pochothèque », 2011  (ISBN 978-2-253-08858-5).